# Ulrich I. (Abt von St. Blasien)
Ulrich I. († 2. oder 8. Februar 1334 in St. Blasien) war von 1314 bis 1334 Abt im Kloster St. Blasien im Südschwarzwald. Er stammte vermutlich aus dem Geschlecht der Montfort in Feldkirch oder aus dem Adelsgeschlecht Schwarzenberg bei Waldkirch.